# Альтман Семен Йосипович
Семе́н Йо́сипович А́льтман (нар. 21 квітня 1946, Чугуїв, Харківська область, Українська РСР, СРСР) — український футбольний тренер, головний тренер сімферопольської «Таврії». У минулому — радянський футболіст, воротар.
Батько українського футбольного воротаря Геннадія Альтмана.

## Кар'єра гравця
Семен Альтман почав займатися футболом в ДЮСШ міськвно - I м. Київ у Бориса Йосиповича Кукурикова. Разом з Семеном у групі тренувалися, зокрема, Володимир Мунтян та Віктор Кащей, які згодом стали відомими футболістами та тренерами. Коли ж Кукуриков був запрошений на посаду тренера вінницького «Локомотива», групу прийняв Корсунський Михайло Борисович. Згодом Корсунського змінив Качанов Володимир Федорович. Футболісти міськвно регулярно ставали переможцями дитячих і юнацьких турнірів, що проводилися у Києві.
На дорослому рівні Альтман дебютував 1964 року в рівненській команді «Колгоспник», у складі якої провів лише три гри. 1965 року перейшов до іншої команди класу «Б» футбольної першості СРСР — луцької «Волині».
1966 року переїхав до Одеси, де розпочав виступи за місцевий «Чорноморець». Спочатку захищав ворота команди дублерів, згодом почав залучатися до матчів основної команди, однак по-справжньому основним голкіпером «Чорноморця» зміг стати лише в сезоні 1972 року, який став для нього останнім сезоном виступів в Одесі.
1973 року виступав за тираспольську «Зірку», ще за рік — за херсонський «Локомотив». Останнім сезоном ігрової кар'єри став сезон 1975 року, знову проведений у Тирасполі.

## Тренерська кар'єра
Тренерську роботу розпочав 1982 року, увійшовши до тренерського штабу одеського «Чорноморця», команди, в якій провів найкращі роки кар'єри гравця.
1989 року переїхав до Москви, де тренував місцеве «Динамо», у тому числі з 1990 року — як головний тренер команди. У 1991 році повернувся до Одеси, знов входив до числа тренерів «Чорноморця». Протягом 1994—1996 років працював у Південній Кореї одним з тренерів олімпійської збірної цієї країни.
1996 року прийняв пропозицію керівництва кишинівського «Зімбру» очолити команду клубу. На чолі «Зімбру» двічі ставав чемпіоном Молдови та двічі виборював Кубок країни.
У 1999 році повернувся до України, очоливши тренерський штаб представника української Прем'єр-ліги донецького «Металурга». Тренував команду до кінця 2002 року, досягнувши з нею третього місця в чемпіонаті України сезону 2001-02. На початку 2003 року став у керма одеського «Чорноморця», з яким повторив своє бронзове досягнення в сезоні 2005-06.
У 2007 тренував маріупольський «Іллічівець», наступного року виконував обов'язки головного тренера аутсайдера російського чемпіонату команди «Луч-Енергія» з Владивостока.
У 2010 році увійшов до тренерського штабу національної збірної України, в якому вже працював протягом 2003—2007 років, суміщуючи цю роботу з обов'язками головного тренера «Чорноморця».
На початку червня 2011 року вийшов зі складу тренерського штабу збірної, а вже 10 червня 2011 року був представлений на посаді головного тренера сімферопольської «Таврії». Звільнений з посади 01.06.2012.

## Нагороди і досягнення
- Кавалер ордена «За заслуги» ІІ ступеня (2011).
- Кавалер ордена «За заслуги» III ступеня[2]
- Чемпіон Молдови (2): 1997/98, 1998/99.
- Володар Кубка Молдови (2): 1996/97, 1997/98.
- Бронза 1ліги СРСР (2): 1971, 1972.